# Jurassic Park (videogioco Mega Drive)
Jurassic Park è un videogioco per Sega Mega Drive pubblicato da SEGA e sviluppato da BlueSky Software ispirato al film Jurassic Park.

## Modalità di gioco
Jurassic Park è un videogioco d'azione in cui, l'obiettivo, è quello di raggiungere la fine di ogni livello. Possiede degli elementi collocati in postazioni fisse. Tuttavia, il gioco presenta una rara variazione di giochi d'azione, dando ai giocatori la possibilità di utilizzare due personaggi che hanno un gameplay indipendente gli uni agli altri; i personaggi utilizzabili sono il dottor Alan Grant e un Velociraptor.

Ogni giocatore ha tre vite , e quando una viene persa, si ricomincia all'inizio del livello. È possibile inoltre ripartire dall'ultimo punto raggiunto grazie a delle password.
Quando si gioca con il Dr. Grant, il suo obiettivo è quello di navigare attraverso sette aree di Isla Nublar e fuggire dal Centro Visitatori e raggiungere un elicottero. Tuttavia, egli deve fare i conti con i diversi dinosauri che vagano per l'isola, ma possiede sette tipi di armi, anche se richiedono munizioni di ricariche che sono sparsi in tutta l'isola, a volte difficili da raggiungere.
Se si utilizza il Velociraptor può essere eseguito molto più velocemente e saltare più in alto di Grant, anche se può attaccare solo da distanza ravvicinata con i denti e artigli. L'obiettivo del Raptor è quello di uccidere e sfuggire alle guardie di sicurezza e acchiappare il Dr. Grant. Esso ha solo cinque livelli, tuttavia.

## Livelli
- Giungla
- Centro di controllo
- Il fiume
- Entrata interna del parco
- Il Canyon
- Il vulcano
- Il Centro Visitatori

## Dinosauri
- Brachiosauro
- Dilophosaurus
- Procompsognathus
- Pteranodon
- Triceratopo
- Tyrannosaurus Rex
- Velociraptor